# جلوگیری از برخورد (شبکه)
در شبکه‌های رایانه‌ای و مخابرات، روش‌های جلوگیری از برخورد تلاش می‌کنند تا از رقابت بر سر منابع با تلاش برای اجتناب از تلاش‌های همزمان برای دسترسی به یک منبع یکسان جلوگیری کنند.
روش‌های جلوگیری از برخورد شامل زمان‌بندی قبلی بازه زمانی، طرح‌های تشخیص حامل، زمان‌های دسترسی تصادفی و پس‌روی نمایی پس از تشخیص برخورد است. علاوه بر روش‌های جلوگیری از برخورد ذکر شده، یکی دیگر از تکنیک‌های مهم که معمولاً در شبکه‌های رایانه‌ای و مخابرات برای جلوگیری از رقابت بر سر منابع استفاده می‌شود، پیاده‌سازی پروتکل‌هایی مانند دسترسی چندگانه حس‌گر حامل با تشخیص برخورد (اختصاری CSMA/CD) و دسترسی چندگانه حس‌گر حامل با جلوگیری از برخورد (CSMA/CA) است.
CSMA/CD پروتکلی است که در شبکه‌های اترنت برای تنظیم دسترسی به رسانه شبکه استفاده می‌شود. قبل از ارسال داده، دستگاهی که از CSMA/CD استفاده می‌کند، ابتدا به شبکه گوش می‌دهد تا بررسی کند که آیا بیکار است یا خیر. اگر شبکه مشغول باشد، دستگاه قبل از تلاش مجدد برای ارسال، برای مدت زمان تصادفی منتظر می‌ماند. اگر در حین انتقال برخوردی تشخیص داده شود، دستگاه‌های درگیر ارسال داده را متوقف کرده و یک الگوریتم پس‌روی را برای جلوگیری از برخوردهای بیشتر اجرا می‌کنند.
CSMA/CA پروتکلی است که معمولاً در شبکه‌های بی‌سیم برای جلوگیری از برخورد استفاده می‌شود. با CSMA/CA، دستگاه‌ها قبل از ارسال داده به کانال بی‌سیم گوش می‌دهند. اگر کانال خالی باشد، دستگاه می‌تواند به انتقال ادامه دهد. اگر کانال مشغول باشد، دستگاه قبل از تلاش مجدد برای ارسال، برای مدت زمان تصادفی منتظر می‌ماند. علاوه بر این، دستگاه‌ها ممکن است از پیام‌های درخواست برای ارسال (اختصاری RTS) و پاک‌سازی برای ارسال (اختصاری CTS) برای رزرو کانال قبل از ارسال داده استفاده کنند، که احتمال برخورد را بیشتر کاهش می‌دهد.
این پروتکل‌ها و روش‌ها برای اطمینان از ارتباط کارآمد و قابل اعتماد در محیط‌های شبکه‌ای با به حداقل رساندن تأثیر برخوردها و رقابت بر سر منابع، در نهایت بهبود عملکرد کلی و مقیاس‌پذیری شبکه ضروری هستند.

## پیوندهای بیرونی
- Lenzini, L.; Luise, M.; Reggiannini, R. (June 2001). "CRDA: A Collision Resolution and Dynamic Allocation MAC Protocol to Integrate Date and Voice in Wireless Networks". نشریه برگزیده در ارتباطات IEEE. انجمن ارتباطات IEEE. 19 (6): 1153–1163. doi:10.1109/49.926371. ISSN 0733-8716.